# Ruth Klüger
Ruth Klüger (Viena, 30 de octubre de 1931-Irvine, California, 6 de octubre de 2020) fue una profesora de literatura alemana en la Universidad de California, Irvine, y una superviviente del Holocausto. También es la autora de un libro popular que se llama Weiter leben: Eine Jugend  sobre su juventud en el Tercer Reich. (Seguir viviendo: una joven en el Tercer Reich). 

## Biografía
En 1938, Hitler llegó a Viena. La anexión de Austria al Tercer Reich afectó profundamente la vida de Klüger. Ella contaba por aquel entonces seis años. Tuvo que cambiar frecuentemente de escuelas y creció en un ambiente hostil y antisemítico. Su padre, ginecólogo judío, perdió su licencia de práctica médica y posteriormente fue encarcelado por realizar ilegalmente un aborto.
Tras la invasión de Austria, Klüger fue deportada con su madre al campo de concentración de Theresienstadt con solo once años; su padre intentó huir al extranjero, pero fue detenido y asesinado. Al año de su estancia en el campo de concentración de Theresienstadt, fue trasladada a Auschwitz y después a Christianstadt, un subcampo de Gross-Rosen. Después de la Segunda Guerra Mundial en 1945, Ruth Klüger se estableció en el pueblo bávaro de Straubing y estudió Filosofía e Historia en Philosophisch-theologische Hochschule en Ratisbona.
En 1947, Krüger emigró a los Estados Unidos para estudiar literatura inglesa en Nueva York y literatura alemana en Berkeley. Obtuvo un M.A. en 1952 y después un Ph. D. en 1967. Trabajó como profesora de literatura alemana en la Universidad de Cleveland, Ohio, Kansas y Virginia, así como en Princeton y UC Irvine. 
Klüger está considerada una autoridad reconocida en literatura alemana, y especialmente en Lessing y Kleist. Vivió en Irvine, California, y en Gotinga.
En sus memorias, Still Alive, escritas a los setenta años, Klüger se centra en su experiencia de la invasión de Viena cuando era joven y su paso por los campos de concentración. El relato va más allá de su experiencia como presa y su fuga de Christianstadt, y explica su vida como una refugiada durante la posguerra.

## Bibliografía

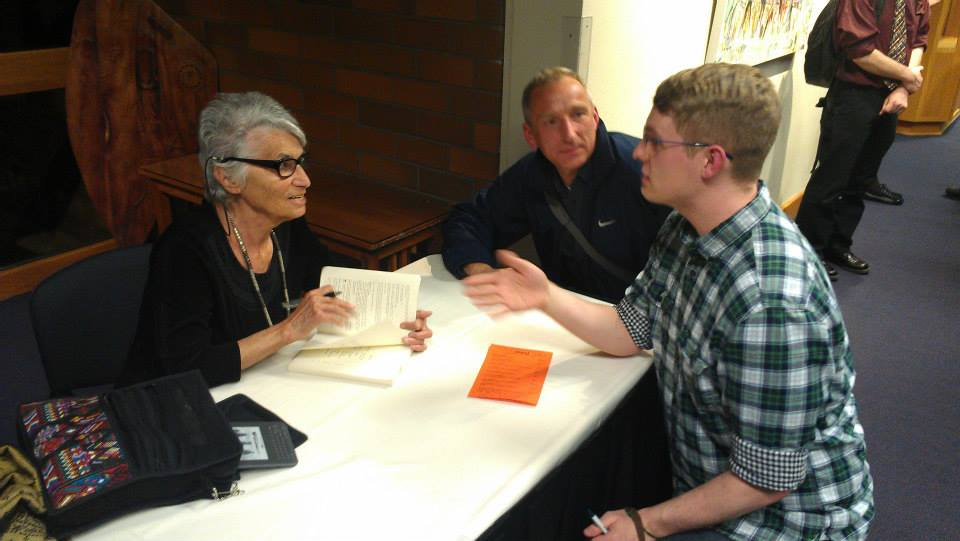
Klüger En el OSU Holocausto Semana Conmemorativa, 2013